# José Bolívar Castillo
José Bolívar Castillo Vivanco (Catacocha, 7 de abril de 1945) es un político ecuatoriano. Fue elegido legislador en tres ocasiones y ocupó la Alcaldía de Loja durante cuatro períodos.

## Biografía
Nació en la ciudad de Catacocha, perteneciente al cantón Paltas, provincia de Loja, es hijo del político conservador Juan José Castillo Celi; y, de Rosario Vivanco Tinoco. Está casado con Tania García Córdova, tiene 2 hijos, José Gabriel (actual Viceministro de Economía del Gobierno de Guillermo Lasso); y, Miguel Sebastián. Es abogado por la Universidad Nacional de Loja y sociólogo por la Universidad Libre de Berlín. Ha sido consultor privado, profesor universitario, Director Ejecutivo de Predesur, Legislador, Alcalde Loja; y, Presidente de la Asociación de Municipalidades del Ecuador (AME).
En las elecciones de 1984 Castillo fue elegido diputado de Loja por la Democracia Popular y en las de 1988 alcalde de Loja por la Izquierda Democrática. En 1996 volvió a ser elegido alcalde por la Democracia Popular y en 2000 fue reelegido. En ese año fue elegido presidente nacional de la AME. 
En el año 2000 integró la terna para la elección de vicepresidente de la república presentada por el presidente Gustavo Noboa luego del derrocamiento de Jamil Mahuad. En las elecciones de 2006 fue elegido diputado por el movimiento independiente ARE, regresó al Legislativo en 2013 como asambleísta por la misma agrupación y en las elecciones seccionales de 2014 fue elegido alcalde de Loja por cuarta ocasión.

### Revocatoria del mandato
El 24 de junio de 2018 Castillo se sometió a un proceso de revocatoria del mandato solicitada por un dirigente de la Unión Provincial de Cooperativas de Taxi de Loja. El pedido de revocatoria fue presentado por supuestas arbitrariedades de Castillo en la firma del contrato e implementación del sistema de las fotomultas por exceso de velocidad.
La votación por la revocatoria recibió 95.212 votos (70,85 %) a favor del Sí y 39.168 votos (29,15 %) por el No, con una participación del 74,02 % de los 190.450 electores inscritos. Tras conocer los resultados, Castillo se convirtió en el primer alcalde del Ecuador en ser revocado por decisión popular, dejando la Alcaldía a la vicealcaldesa Piedad Pineda, quien pertenece a la misma agrupación que Castillo, su relación política se vio afectada después de que Pineda públicamente indicó que cuando asumió el cargo de alcaldesa, encontró a la institución “con una gran cantidad de problemas” 